# Moskorzew
Pour les articles homonymes, voir Moskorzew.
Moskorzew est un village de la voïvodie de Sainte-Croix et du powiat de Włoszczowa. Il est le siège de la gmina de Moskorzew et comptait 644 habitants en 2005.